# اچ‌ام‌اس کاونتری (۱۶۹۵)
اچ‌ام‌اس کاونتری (۱۶۹۵) (به انگلیسی: HMS Coventry (1695)) یک کشتی است که طول آن ۱۰۶ فوت (۳۲٫۳ متر) می‌باشد.